# Гійом Бєганський
Гійом Бєганський (фр. Guillaume Bieganski, 3 листопада 1932, Карвен — 8 жовтня 2016, Люнель) — французький футболіст польського походження, що грав на позиції захисника. Відомий за виступами в клубах «Лілль» та «Ланс», а також національну збірну Франції.

## Клубна кар'єра
Гійом Бєганський народився у 1932 році. У дорослому футболі дебютував 1952 року виступами за команду клубу «Лілль», в якій провів сім сезонів, взявши участь у 211 матчах чемпіонату. Більшість часу, проведеного у складі «Лілля», був основним гравцем захисту команди, у 1954 році став чемпіоном країни, двічі ставав разом із командою володарем Кубка Франції.
З 1959 року Бєганський грав у складі клубу «Ланс». У складі команди з Ланса захисник польського походження грав протягом 4 років. Завершував кар'єру футболіста Бєганський у нижчолігових клубах «Форбак» і «Мариньян». Помер Гійом Бєганський 8 жовтня 2016 року в місті Люнель.

## Виступи за збірну
1953 року дебютував в офіційних матчах у складі національної збірної Франції. Протягом кар'єри у національній команді, яка тривала до 1961 року, провів у її формі 9 матчів.
У складі збірної був учасником чемпіонату світу 1954 року у Швейцарії, утім на самому турнірі знаходився у запасі, та не зіграв жодного матчу.

## Титули і досягнення
- Чемпіон Франції (1):

«Лілль»: 1953-54
- Володар Кубка Франції (2):

«Лілль»: 1952-53, 1954-55